# Козенца (провинция)
Козенца (итал. Provincia di Cosenza, сиц. pruvincia di Cusenza, окс. Província de Cosença) — провинция в Италии, в регионе Калабрия.

## Физико-географическая характеристика

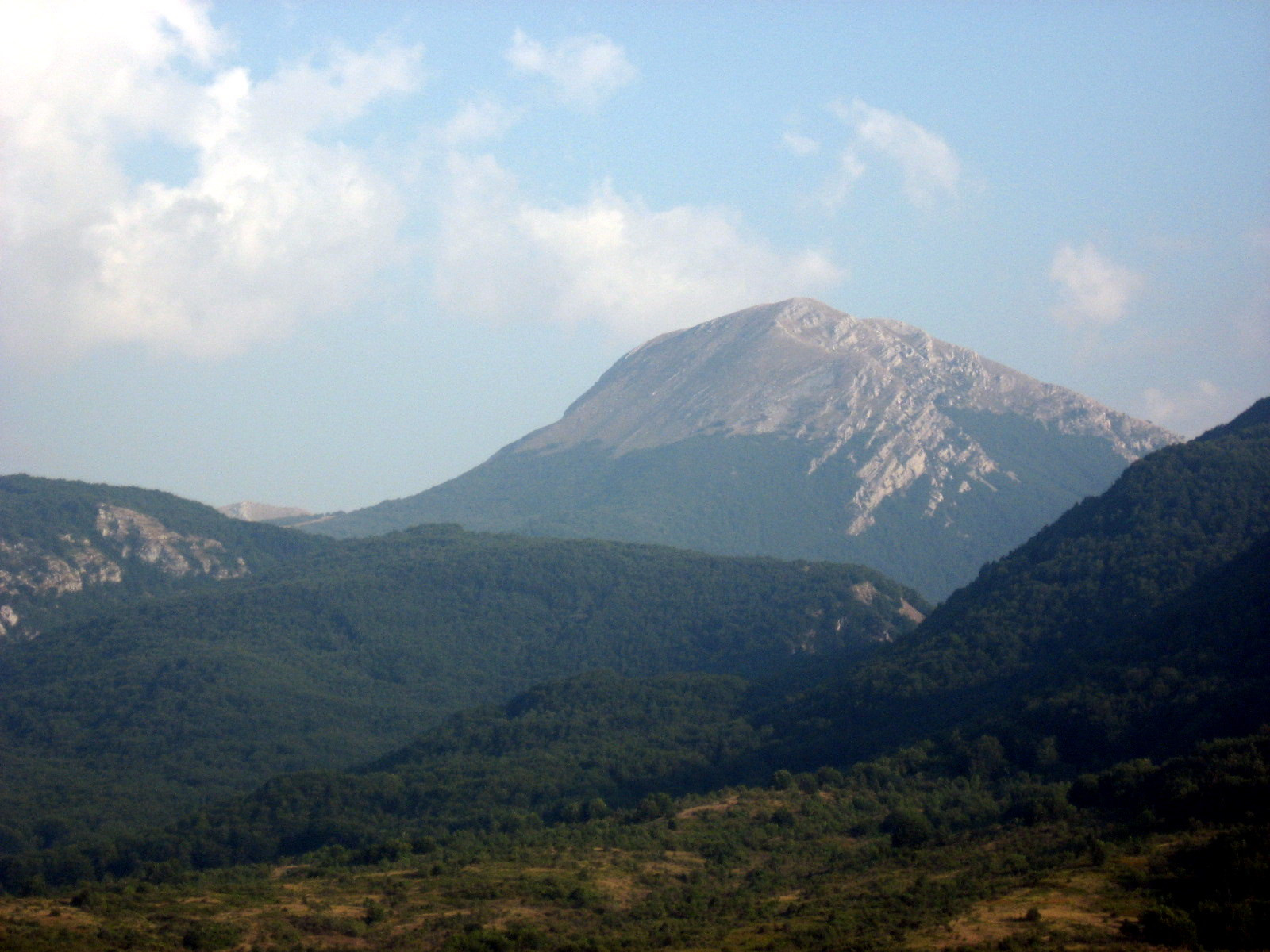
Поллино

Провинция Козенца расположена между Тирренским морем на западе и Ионическим морем на востоке. Южнее её находятся провинции Катандзаро и Кротоне, а севернее — регион Базиликата. Рельеф провинции гористый, она проходит через горный массив Поллино на севере и плато Сила-Гранде на юге, ещё одной горной особенностью является Сила-Грека. Характерными представителями равнин и долин провинции являются равнина Сибари и долина Крати.
На территории провинции расположена часть национального парка Сила, а также национальный парк Поллино.
Столицей провинции является город Козенца.

## Население
Козенца является одной из самых населённых провинций страны. По данным переписи населения 1881 года в провинции проживало 451,185 человек, 1901 года — 503,329 человек. На 1 январе 2014 года по данным национального института статистики население провинции составляло 719,345 человек, из них женщин — 368,004, мужчин — 351,341.

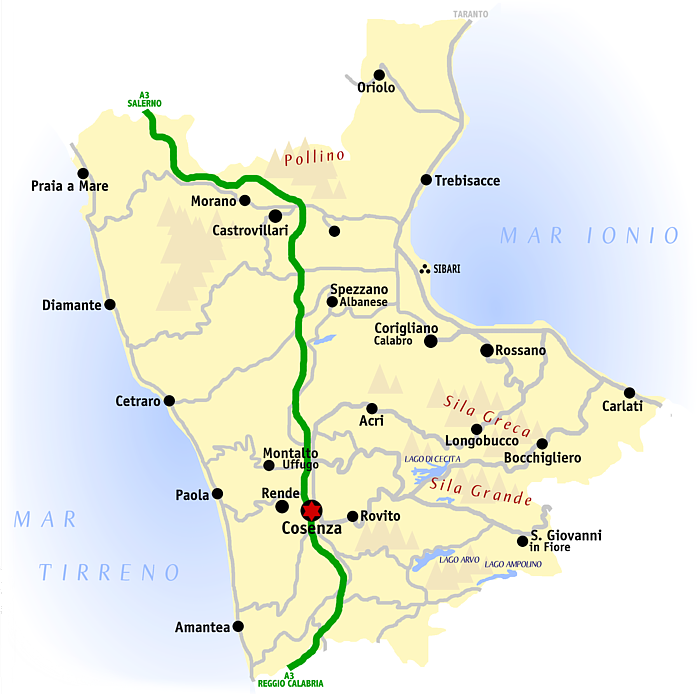

В провинции находится 155 населённых пунктов:
- Аелло-Калабро
- Аета
- Аккуаппеза
- Аккуаформоза
- Акри
- Алессандрия-дель-Карретто
- Альбидона
- Альтилия
- Альтомонте
- Амантеа
- Амендолара
- Априльяно
- Бельведере-Мариттимо
- Бельмонте-Калабро
- Бельсито
- Бизиньяно
- Боккильеро
- Бонифати
- Буонвичино
- Бьянки
- Ваккариццо-Альбанезе
- Вербикаро
- Виллапьяна
- Гризолия
- Гримальди
- Гуардия-Пьемонтезе
- Дзумпано
- Диаманте
- Дипиньяно
- Доманико
- Казоле-Бруцио
- Каловето
- Калопеццати
- Канна
- Кариати
- Каролеи
- Карпанцано
- Кассано-алло-Йонио
- Кастильоне-Козентино
- Кастровиллари
- Кастролиберо
- Кастрореджо
- Клето
- Козенца
- Колозими
- Компана
- Корильяно-Калабро
- Крозия
- Кропалати
- Лаго
- Лаино-Борго
- Лаино-Кастелло
- Лаппано
- Латтарико
- Лонгобарди
- Лонгобукко
- Лунгро
- Луцци
- Маера
- Малито
- Мальвито
- Мангоне
- Мандаториччо
- Марано-Маркезато
- Марано-Принчипато
- Марци
- Мендичино
- Монграссано
- Монтальто-Уффуго
- Монтеджордано
- Морано-Калабро
- Морманно
- Моттафоллоне
- Нокара
- Ориоло
- Орсомарсо
- Палуди
- Панеттиери
- Паола
- Папасидеро
- Паренти
- Патерно-Калабро
- Педаче
- Педивильяно
- Платачи
- Прая-а-Маре
- Пьетрапаола
- Пьетрафитта
- Пьяне-Крати
- Ренде
- Ровито
- Роджано-Гравина
- Розе
- Розето-Капо-Спулико
- Рокка-Империале
- Рольяно
- Россано
- Рота-Грека
- Сан-Базиле
- Сан-Бенедетто-Уллано
- Сан-Винченцо-Ла-Коста
- Сан-Деметрио-Короне
- Санджинето
- Сан-Джованни-ин-Фьоре
- Сан-Джорджо-Альбанесе
- Сан-Донато-ди-Нинея
- Сан-Козмо-Альбанезе
- Сан-Лоренцо-Беллицци
- Сан-Лучидо
- Сан-Марко-Арджентано
- Сан-Мартино-ди-Финита
- Сан-Никола-Арчелла
- Сан-Пьетро-ин-Амантея
- Сан-Пьетро-ин-Гуарано
- Сант’Агата-ди-Эзаро
- Санта-Доменика-Талао
- Санта-Катерина-Альбанезе
- Санта-Мария-дель-Чедро
- Санта-София-д’Эпиро
- Санто-Лоренцо-дель-Валло
- Санто-Сости
- Санто-Стефано-ди-Рольяно
- Сан-Фили
- Сарачена
- Серра-Д’Аелло
- Серра-Педаче
- Скала-Коэли
- Скалея
- Спедзано-Альбанесе
- Спедзано-делла-Сила
- Спедзано-Пикколо
- Тарсия
- Терравеккья
- Терранова-да-Сибари
- Торано-Кастелло
- Тортора
- Требизачче
- Трента
- Фальконара-Альбанесе
- Фаньяно-Кастелло
- Фильине-Вельятуро
- Фирмо
- Франкавилла-Мариттима
- Фрашинето
- Фускальдо
- Фьюмефреддо-Бруцио
- Челико
- Челлара
- Червикати
- Черизано
- Черкьяра-ди-Калабрия
- Черцето
- Четраро
- Чивита
- Шильяно

## Культура

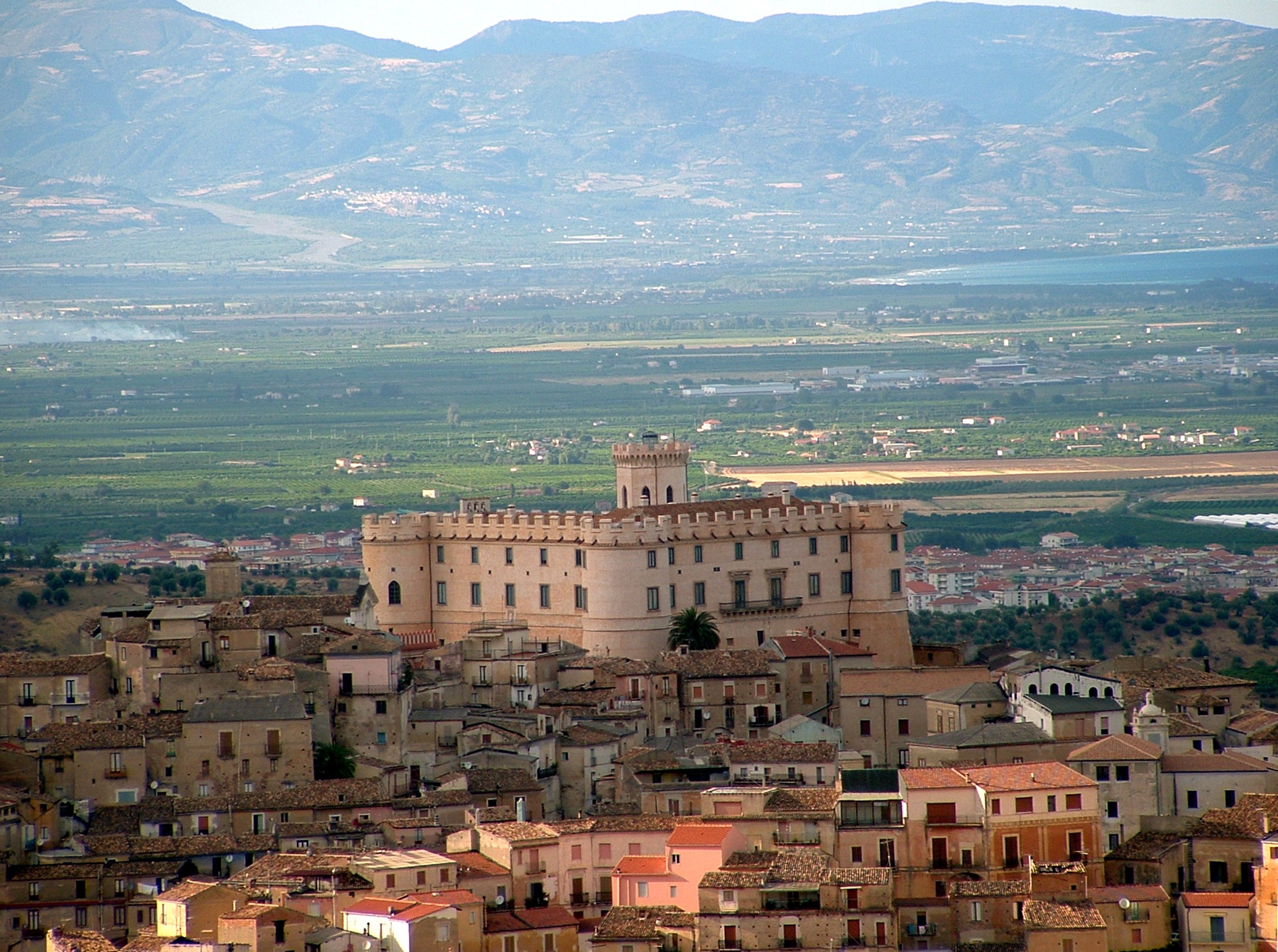
Замок Корильяно

Норманский замок Hohenstaufen, расположенный на вершине холма, является основной достопримечательностью столицы провинции — одного из старейших городов Италии.
Замок Корильяно (итал. Castello di Corigliano) — расположен в городе Корильяно-Калабро.